# حکام اردلان
حکام اردلان، حکام حکومت اردلان (حکومت شمال غرب ایران) از ۱۱۶۸–۱۸۶۷ میلادی. اردلان همچنین نام طایفه‌ای است که این حاکمان به آن تعلق داشتند.
اردلان در لغت به معنای «موبد» و «پرهیزگار» و (اردلانی) به معنای «جایگاه موبدان» می‌باشد. اردلان نام جغرافیایی خاصی بوده که به مرکز کردستان گفته می‌شده‌است و نیز نام خاندان بزرگی است که بر قلمرو حکومت اردلان، امارات و سیطره داشته‌اند. آخرین پایتخت آنها سنه یا سنندج بود. حکام اردلان حدود هفتصدسال در غرب ایران و مناطق کردنشین حکومت می‌کردند.
در تاریخ از سلسله امیران محلی کردستان که حکومت اردلان در کردستان عراق امروزی و بخشی از کردستان ترکیه امروزی، و مرکزیت منطقه ای که جزیره ابن عمر گفته می‌شده و دارالملک یا کرسی آن موصل بوده، را از قرن هفتم هجری قمری به عهده داشته‌اند، با عنوان حکام اردلان یاد شده‌است.
حوزهٔ متصرفی و شناخته شده اردلان در کردستان ایران، استان کردستان کنونی به مرکزیت سنندج، و  اسفند آباد( قروه و دهگلان)، گروس(بیجار)  سقز و بانه و سردشت ،سنقر کامیاران و مریوان وتوابعی چون اورامان لهون، تخت، ژاورو و… و دیگر نقاطی که ورای سیروان گستره‌ای ارضی را با همان نام اورامان تشکیل می‌داده، بوده‌است.
فرد حاکم مدعی نسب داشتن از اردشیر بابکان بود. بنابر روایت ضعیفی نخستین حاکم این قبیله احمد پسر مروان حاکم مروانیان دیاربکر بود و طایفه اردلان در کردستان ایران از اعقاب این حاکمان بوده‌اند که با وقفه‌ای حدود ۸۰ ساله در منطقه اورامانات کردستان ایران سربرآورده‌اند.

## خاندان اردلان
خاندان اردلان، از جمله خاندان‌های کرد می‌باشند که مدت‌های مدیدی از نیمهٔ قرن ششم تا اواخر قرن سیزدهم هجری(۱۱۶۸–۱۸۶۷ میلادی)، قبل از روی کار آمدن صفویان تا اواخر دوره قاجار بر قسمت‌هایی از مناطق کردنشین ایران گروس بانه وسقز و دیواندره و اسفند آباد و مریوان و ژاورود(عمدتا مناطق هورامی نشین) حکومت می‌کردند. این خاندان  مذهب اهل سنت  بوده‌اند که بخش بزرگی از غرب ایران پیرو این آئین هستند اما بعدها برای حفظ قدرت و شرایط و جایگاه سیاسی با خاندان قاجار وصلت نمودن و 
اعتبار و اعتماد خود را در بین سایر خاندان با نفوذ سنندج از دست ندادند و در نهایت با انتصاب شاهزاده فرهاد میرزا معتمدالدوله عموی ناصرالدین شاه به حکومت کردستان در سال ۱۲۸۴ هجری قمری به حاکمیت خاندان اردلان خاتمه داده‌شد.

## فهرست حاکمان حکومت اردلان
1. باوه اردلان (قرن ۱۲ م)
2. خسرونام اردلان
3. کلول پسرخسرو
4. خضربن کلول
5. الیاس بن خضر
6. خضرثانی
7. حسن بن خضر
8. بابلول بن حسن
9. منذربن بابلول
10. مأمون بیگ پسرمنذر
11. بگه بیگ پسرمامون بیگ
12. مأمون بیگ ثانی
13. سرخاب بیگ پسرمامون بیگ اول
14. بساط بیگ پسرسرخاب بیگ
15. تیمورخان پسرسلطانعلی بیگ (معاصربا شاه طهماسب یکم)
16. هه لو خان پسرسلطانعلی بیگ (معاصر باشاه عباس یکم)
17. خان احمد خان پسر هه لوخان (دامادشاه عباس صفوی- فاتح بغداد)
18. سلیمان خان پسرمیرعلم الدین (بنیانگذار شهر سنندج در ۱۰۴۶ هجری قمری)
19. کلبعلیخان پسرسلیما نخان
20. احمدخان بن کلبعلی خان
21. خسرو خان پسرسلیمان خان
22. حسینعلیخان برادرحسنعلیخان
23. کیخسروبیگ
24. عباسقلیخان پسرمحمدخان
25. علیقلی بیگ نبیرهٔ کلبعلیخان
26. سبحان ویری خان پسرعباسقلیخان (معاصر با نادرشاه-عموی مادر کریم خان زند)
27. مصطفی خان برادرسبحان ویردی خان
28. احمدسلطان پسرسبحان ویردی خان (حاکم ازشهر همدان تا موصل بود)
29. خسروخان بزرگ پسراحمدخان
30. لطفعلی خان عموی خسروخان
31. حسنعلی خان پسرلطفعلی خان
32. امان‌الله خان بزرگ پسر خسروخان بزرگ (شهر سنندج راگسترش داد)
33. خسروخان ناکام فرزندامان الله خان بزرگ (همسر مستوره اردلان و داماد فتحعلی شاه قاجار)
34. رضاقلیخان پسرخسروخان ناکام (نوه دختری فتحعلیشاه و پدربزرگ علیقلی اردلان آخرین وزیر دربار محمدرضاشاه پهلوی)
35. غلامشاه خان (امان‌الله خان ثانی)
36. نجفقلی خان اردلان (مدفون در بارگاه حضرت عبدالعظیم حسنی درشهرری)
37. سردار رشیدخان اردلان (آخرین حاکم اردلان) و پسر عموی محمد صالح خان اردلان که پایتخت حکومت اردلان را به روانسر تغییر داد.
38. محمدسلطان اردلان از سلطانی اردلان های سقز
39. محمدعلی خان اردلان از سلطانی اردلان های سقز
40. مجیدخان اردلان از سلطانی اردلان های سقز
41. سیف‌الدین‌خان اردلان مظفرالسلطنه اول از سلطانی اردلان های سقز
42. سیف‌الله خان اردلان مظفرالسلطنه دوم از سلطانی اردلان های سقز